# St. Albert (Freiburg im Breisgau)

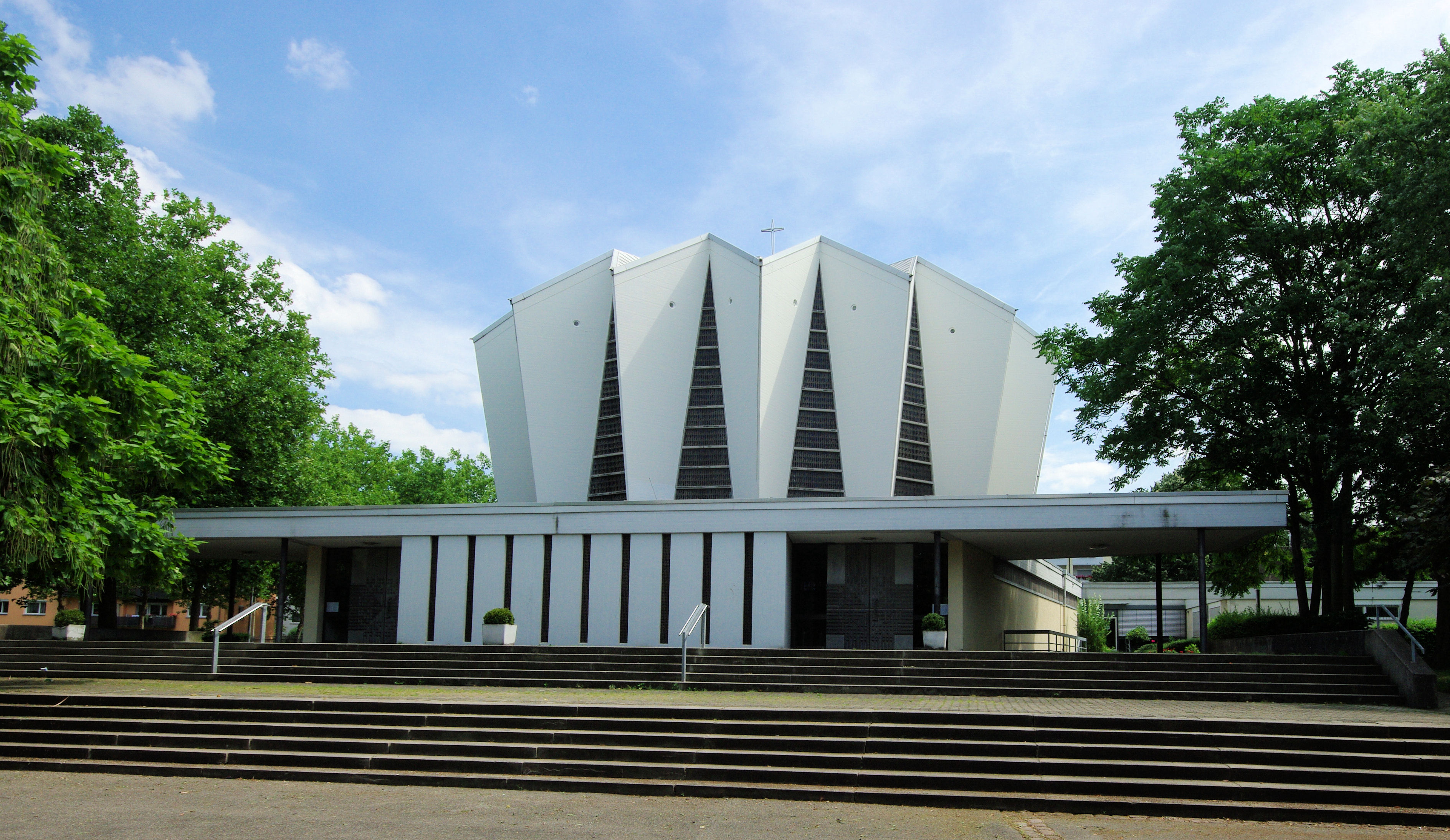
St. Albert, Freiburg-Betzenhausen

St. Albert ist eine Pfarrkirche im Stadtteil Betzenhausen der Stadt Freiburg im Breisgau. Sie gehört zur Seelsorgeeinheit Nordwest im Dekanat Freiburg des Erzbistums Freiburg.
Kirchenpatron ist Albert der Große (Albertus Magnus), der 1193 in Lauingen an der Donau geboren wurde. Er wurde 1931 heiliggesprochen und zum Patron der Naturwissenschaften erwählt. Wegen der Nähe zur großen Studentensiedlung und weil Freiburg Universitätsstadt ist, in der er zeitweilig auch gelebt hatte, wurde er als Namensgeber gewählt.
Erbaut wurde die Kirche in den Jahren 1967 (Grundsteinlegung) bis 1969 (Weihe) nach dem Entwurf von Erwin Heine (Städtisches Hochbauamt Freiburg) unter der Leitung von Rudolf Feßler. Auf die Errichtung eines Kirchturms wurde zugunsten eines Kindergartens, der 1971 zusammen mit einem Gemeindesaal eingeweiht wurde, verzichtet.

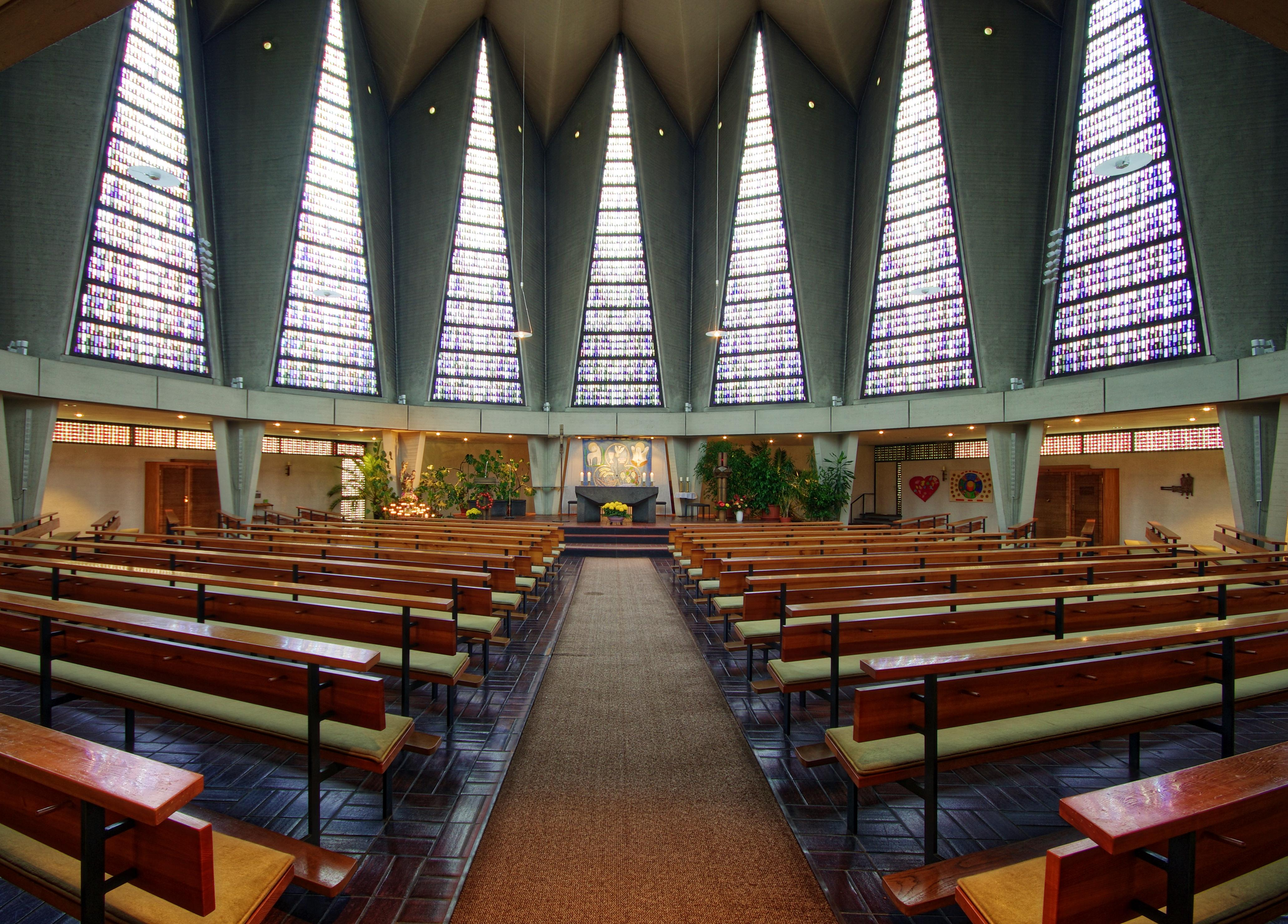
St. Albert innen

Der runde Zentralbau ist umgeben von einem eingeschossigen Umgang mit sechseckigem Grundriss. Wände und Decke des sternenförmig, kronenartig gefalteten Rundbaus sind gefertigt aus nur zwei Typen von vorproduzierten und auf der Baustelle zusammengefügten Beton-Fertigteilen: sehr spitzwinkligen Dreiecken, die die gefalteten Wände bilden und geknickten Vierecken, die für das Dach verwendet wurden. Zwischen den dreieckigen Stützelementen ergeben sich regelmäßige freie Dreiecke, die in Raumhöhe in Blautönen verglast sind. Im eingeschossigen Umgang spendet ein eher rot getöntes Glasband ebenfalls Licht von außen. Diese Verglasungen mit Betonglas wurden von dem Tübinger Maler Kurt Frank  entworfen. Eine weitere Außenlichtquelle ist eine kleine Laterne in der Mitte des Faltdaches.
Man betritt den Kirchenraum durch eines der beiden Portale an der Westseite, die rechts und links einer innen liegenden Taufkapelle angeordnet sind. Der Altar ist auf der Ostseite des Kirchenrunds aufgestellt, die Kirchenbänke sind halbkreisförmig auf ihn hin orientiert. Bruno Knittel schuf den frei stehenden Tabernakel, den Ambo und die Altarleuchter. Neben dem Kreuzweg ist der einzige figürliche Schmuck eine moderne Kopie der Altenmarkter Madonna, die um 1400 entstanden ist.
Seit 1981 hat die Kirche eine Orgel der Orgelwerkstatt Sandtner (Opus 91), die 2003 renoviert wurde. Sie verfügt über 24 Register auf zwei Manualen und Pedal.

## Nachweise
1. ↑  Orgelbau Sandtner – 79114 Freiburg-Bischofslinde - kath. Pfarrkirche „St. Albertus Magnus“, Disposition und Abbildung

Koordinaten: 48° 0′ 20,15″ N, 7° 49′ 13,45″ O